# Markea vasquezii
Markea vasquezii är en potatisväxtart som beskrevs av E.Rodr. Markea vasquezii ingår i släktet Markea och familjen potatisväxter. Inga underarter finns listade i Catalogue of Life.